# Yuka Satō
Yuka Satō (佐藤 有香?, Satō Yuka; 14 febbraio 1973) è un'allenatrice di pattinaggio ed ex pattinatrice artistica su ghiaccio giapponese.
Ha gareggiato per il Giappone come pattinatrice di figura su ghiaccio fino al 1994, anno in cui è stata campionessa del mondo. 

## Biografia
Yuka Sato è nata a Tokyo il 14 febbraio 1973. Per molti anni è stata allenata dai suoi genitori, Nobuo Sato, che ha rappresentato il Giappone ai Giochi olimpici invernali del 1960 e del 1964, e Kumiko Okawa, che ha rappresentato il Giappone ai Giochi olimpici invernali del 1964 e del 1968. A 16 anni Sato ha iniziato ad allenarsi con Peter Dunfield.
Dopo essere diventata campionessa del mondo juniores nella stagione 1989-1990, nel 1994 Sato è diventata la seconda pattinatrice giapponese dopo Midori Itō capace di vincere il Campionato del mondo.
Nel 1999 si è sposata con il pattinatore Jason Dunjen, e insieme a lui lavora come allenatrice presso il Detroit Skating Club.

## Palmarès

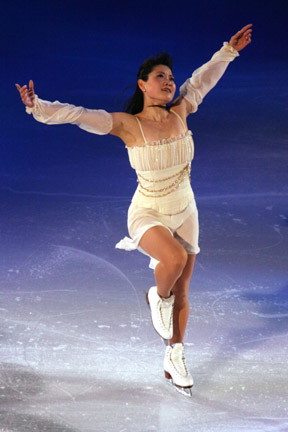
Yuka Sato nel 2008

| Internazionali               | Internazionali | Internazionali | Internazionali | Internazionali | Internazionali | Internazionali | Internazionali |
| Event                        | 1987–88        | 1988–89        | 1989–90        | 1990–91        | 1991–92        | 1992–93        | 1993–94        |
| ---------------------------- | -------------- | -------------- | -------------- | -------------- | -------------- | -------------- | -------------- |
| Giochi olimpici invernali    |                |                |                |                | 7°             |                | 5°             |
| Campionati mondiali          |                |                | 14°            |                | 8°             | 4°             | 1°             |
| Skate America                |                |                |                |                |                | 1°             |                |
| Skate Canada                 |                |                |                | 4°             | 7°             |                |                |
| Nations Cup                  |                |                |                | 5°             |                |                |                |
| NHK Trophy                   |                |                |                | 5°             |                | 3°             | 2°             |
| Prague Skate                 |                |                |                |                |                | 1°             |                |
| Piruetten                    |                |                |                |                |                |                | 6°             |
| Internazionali: Junior       |                |                |                |                |                |                |                |
| Campionati mondiali          |                | 10°            | 1°             |                |                |                |                |
| Nazionali                    |                |                |                |                |                |                |                |
| Campionati giapponesi        | 3°             | 3°             | 2°             |                | 2°             | 1°             | 1°             |
| Campionati giapponesi junior |                | 1°             | 1°             |                |                |                |                |